# Psychoda pseudobrevicornis
Psychoda pseudobrevicornis és una espècie d'insecte dípter pertanyent a la família dels psicòdids que es troba a Àsia: Taiwan.